# Di-isobutylaluminiumhydride
Di-isobutylaluminiumhydride (doorgaans afgekort tot DIBAL, DIBAL-H of DIBAH) is een organische reductor met als brutoformule C8H19Al. In zuivere toestand is het een ontvlambare kleurloze vloeistof, die hevig reageert met water (hydrolyse). Deze organoaluminiumverbinding werd oorspronkelijk onderzocht als cokatalysator voor de polymerisatie van alkenen. Tegenwoordig is het een veelgebruikt reagens in de organische synthese.

## Synthese
Di-isobutylaluminiumhydride kan bereid worden door tri-isobutylaluminium (zelf een dimeer) te verhitten om bèta-hydride-eliminatie te induceren.
Hoewel DIBAL gekocht kan worden als een zuivere stof, wordt het vaker bereid en verkocht als een oplossing in organische oplosmiddelen zoals tolueen, THF of dichloormethaan.

## Structuur en eigenschappen
Zoals de meeste organoaluminiumverbindingen is de structuur van di-isobutylaluminiumhydride waarschijnlijk anders dan men op grond van de formule zou denken. Een aantal technieken, waaronder röntgendiffractie, geven aan dat de verbinding bestaat als een dimeer en een trimeer bestaande uit tetraëdrische aluminiumcentra die hydrideliganden delen. Hydriden zijn klein en - voor aluminiumverbindindingen - zeer basisch: zij vormen dus gemakkelijker bruggen dan de alkylgroepen. De verbinding wordt daarmee vergelijkbaar met de overeenkomstige boranen, waarin ook 3-center-2-elektronbindingen optreden.

## Toepassingen
Di-isobutylaluminiumhydride is een nuttig reagens in de organische synthese voor de uitvoering van een aantal reducties, waaronder de omzetting van esters en nitrilen naar aldehyden.
Di-isobutylaluminiumhydride reduceert α-β-onverzadigde esters efficiënt naar de overeenkomstige allylische alcoholen. Dit in tegenstelling tot lithiumaluminiumhydride, dat esters en acylchloriden naar primaire alcoholen reduceert. Natriumboorhydride reduceert maar weinig esters.
Di-isobutylaluminiumhydride reageert langzaam met elektronarme verbindingen en sneller met elektronrijke verbindingen. Het is dus een elektrofiele reductor terwijl lithiumaluminiumhydride gezien kan worden als een nucleofiele reductor.

## Toxicologie en veiligheid
Di-isobutylaluminiumhydride reageert, zoals de meeste alkylaluminiumverbindingen, heftig met zuurstofgas en water, hetgeen mogelijk tot brand kan leiden.